# Thomas Gold (DJ)
Thomas Gold (* 9. August 1981; mit bürgerlichem Namen Frank Thomas Knebel-Janssen) ist ein deutscher DJ und Musikproduzent.

## Karriere
Thomas Gold wurde am 9. August 1981 in Berlin geboren. Seinen ersten Synthesizer kaufte er sich im Alter von 15 Jahren. Seit 2000 veröffentlicht er Remixe sowie später auch Eigenproduktionen.
Er war unter anderen bei Tomorrowland und dem Ultra Music Festival zu sehen.

## Diskografie

### Singles
| Jahr | Titel Album | Höchstplatzierung, Gesamtwochen, AuszeichnungChartsChartplatzierungen (Jahr, Titel, Album, Platzierungen, Wochen, Auszeichnungen, Anmerkungen) | Anmerkungen           |
| Jahr | Titel Album | Dance | Anmerkungen           |
| ---- | ----------- | --- | --------------------- |
| 2017 | Magic       | Dance27 (10 Wo.)Dance | feat. Jillian Edwards |

## Auszeichnungen
| Jahr | Platzierung |
| ---- | ----------- |
| 2012 | 82          |
| 2019 | 89          |